# Llengües tucanes occidentals
Les llengües tucanas orientals són una branca de les llengües tucanes, parlades en el nord-oest de la Amazònia, a la frontera entre el Brasil i Colòmbia.

## Classificació
Les llengües tucanas occidentals constitueixen una de les dues branques principals en què es divideix la família tucana. Existeixen discrepàncies sobre si el tanimuca-retuarã és part d'aquesta branca com fa Ethnologue, encara que altres classificacions exclouen a aquesta llengua. El cubeo usualment classificat com a tucano central sembla tenir una mica més d'afinitat lèxica amb la branca occidental, encara que generalment no es considera part d'aquesta. El projecte ASJP basat en similituds lèxiques proposa el següent arbre cladístic:
|  | Orejón                                           |
|  |                                                  |
|  | \| \| Secoya \| \| \| \| \| \| Siona \| \| \| \| |
|  |                                                  |
|  | Secoya                                           |
|  |                                                  |
|  | Siona                                            |
|  |                                                  |

|  | Secoya |
|  |        |
|  | Siona  |
|  |        |

|  | Orejón                                           |
|  |                                                  |
|  | \| \| Secoya \| \| \| \| \| \| Siona \| \| \| \| |
|  |                                                  |
|  | Secoya                                           |
|  |                                                  |
|  | Siona                                            |
|  |                                                  |

|  | Secoya |
|  |        |
|  | Siona  |
|  |        |

Ethnologue també considera part de les llengües occidentals dues llengües exintes el tama i el tetete, mentre que classifica a l'orejón com una sub-branca meridional i a les altres llengües encara vives dins d'un subbranca septentrional.

## Comparació lèxica
Els numerals en diferents llengües tucanes occidentals són:
| GLOSA | Korewahe            | Orejón    | Secoya-siona | Secoya-siona | PROTO- TUC. Oc. |
| GLOSA | Korewahe            | Orejón    | Secoya       | Siona        | PROTO- TUC. Oc. |
| ----- | ------------------- | --------- | ------------ | ------------ | --------------- |
| '1'   | teʔet͡ʃo             | teyo      | teʔ-         | teʔé         | *teʔe-          |
| '2'   | teʔekaʔt͡ʃa-         | tepeyo    | kaya         | sa̜mú̜         | *kaʔya-         |
| '3'   | t͡ʃote-              | babayo    | toaso        | sa̜mu̜-té      |                 |
| '4'   | ũkʷakaʔt͡ʃa-         | mɨ̠o̠yodea  | kahese-      | ɡahé-séʔé-ɡa | *gahe-seʔe-     |
| '5'   | teʔed͡ʒʉ̃tʉre-        | te hɨ̠tɨ   | te-hɨtɨ      | teʔé ʔɨ̜tɨ̜    | *teʔe hɨtɨ      |
| '10'  | d͡ʒʉ̃d͡ʒɲa d͡ʒainʉkore- | hɨ̠tɨma̠dea | sia-hɨ-ɲa    | siʔá sadáya̜  | ?               |